# باولو دل بيانكو
باولو دل بيانكو (بالإيطالية: Paolo Del Bianco)‏ هو مهندس معماري إيطالي، ولد في 2 أغسطس 1945 في فلورنسا في إيطاليا.